# Les Blessures de l'île
Pour plus de détails, voir Fiche technique et Distribution.
Les Blessures de l'île est un téléfilm français réalisé par Edwin Baily et diffusé pour la première fois en Suisse le 10 juillet 2015 sur RTS Un et en France trois mois plus tard sur France 2 le 16 octobre 2015.

## Synopsis
Gregor Gourvennec, capitaine de gendarmerie né sur une île bretonne, retourne sur les lieux de son enfance pour résoudre un meurtre commis dans une maison abandonnée. Sur place, il se voit confronté à un événement dramatique qui a eu lieu dans sa jeunesse. Il est accompagné par Manon Le Gall, nettoyeuse de scènes de crime et future neurochirurgienne. Elle profite de son passage sur l'île pour faire la lumière sur son passé dont elle n'a aucun souvenir...

## Fiche technique
- Titre original : Les Blessures de l'île
- Réalisation : Edwin Baily
- Scénario : Brigitte Laude, Stéphane Kaminka
- Durée : 1h30
- Pays :  Suisse -  France
- Première diffusion :
  -  Suisse : 10 juillet 2015 sur RTS Un
  -  France : 16 octobre 2015 sur France2

## Distribution
Sauf indication contraire, les informations mentionnées dans cette section peuvent être confirmées par la base de données cinématographiques IMDb,  présente dans la section « Liens externes ».
- Stéphane Freiss : Grégor Gourvennec
- Flore Bonaventura : Manon Le gall
- François Marthouret : Erwan Le Fur
- Sophie Le Tellier : Gwenn Thorez
- Marie-José Nat : Jeanne Gourvennec
- Yvan Le Bolloc'h : Jean Thorez
- Arnaud Duléry : Abel Riou
- Stéphane Grossi : L'îlien 1
- Loïc Baylacq : L'îlien 2
- Youna Le Bras : La femme du bar 1
- Frédéric Rebiere : IRC 1
- Tony Foricheur : IRC 2
- Eddy Del Pino : Le légiste
- Florent Le Doare : Benoit Riou
- Guillaume Le Duff : Corentin Riou
- Joël Cudennec : Le prêtre
- Marie Joubin : Maud Selby
- Frédéric Joliet : Peter Selby
- Yvan Cariou : L'homme embarcadère
- Emmanuelle Hiron : Marie Le gall (1994)
- Jeanne Clinchamp : Mme René Jaouen
- Eddy Frogeais : Le facteur
- Tangi Daniel : René Jaouen
- Isabelle Sempéré : La femme du bar 2

## Production

### Tournage
Le téléfilm a été tourné sur l'Île-de-Batz, dans le Finistère, où réside le réalisateur Edwin Baily.

## Accueil critique
Lors de la rediffusion du téléfilm, le magazine Moustique le qualifie de « huis clos prenant » et insiste sur le décor naturel : « Sublimés par un cadre onirique, face à une mer tempétueuse et magnétique, les acteurs n'ont plus beaucoup d'efforts à fournir pour convaincre ».